# Le Volant d’Or de Toulouse 2008
Der Volant d’Or de Toulouse 2008 im Badminton fand vom 28. bis zum 31. Mai 2008 in Toulouse statt.

## Sieger und Platzierte
| Disziplin    | Gold                                  | Silber                                   | Bronze                         |
| ------------ | ------------------------------------- | ---------------------------------------- | ------------------------------ |
| Herreneinzel | Andre Kurniawan Tedjono               | Ari Yuli Wahyu Hartanto                  | Christian Lind Thomsen         |
| Herreneinzel | Andre Kurniawan Tedjono               | Ari Yuli Wahyu Hartanto                  | Vladislav Druzchenko           |
| Dameneinzel  | Olga Konon                            | Susan Hughes                             | Aditi Mutatkar                 |
| Dameneinzel  | Olga Konon                            | Susan Hughes                             | Maria Elfira Christina         |
| Herrendoppel | Richard Eidestedt Andrew Ellis        | Wouter Claes Frédéric Mawet              | Stenny Kusuma Hendry Winarto   |
| Herrendoppel | Richard Eidestedt Andrew Ellis        | Wouter Claes Frédéric Mawet              | Andrew Bowman Matthew Honey    |
| Damendoppel  | Shendy Puspa Irawati Meiliana Jauhari | Rachel van Cutsen Paulien van Dooremalen | Elodie Eymard Weny Rahmawati   |
| Damendoppel  | Shendy Puspa Irawati Meiliana Jauhari | Rachel van Cutsen Paulien van Dooremalen | Elisa Chanteur Laura Choinet   |
| Mixed        | Fran Kurniawan Shendy Puspa Irawati   | Rendra Wijaya Meiliana Jauhari           | Baptiste Carême Laura Choinet  |
| Mixed        | Fran Kurniawan Shendy Puspa Irawati   | Rendra Wijaya Meiliana Jauhari           | Wouter Claes Nathalie Descamps |